# Macrosemius
Il macrosemio (gen. Macrosemius) è un pesce osseo estinto, appartenente ai macrosemiidi. Visse nel Giurassico superiore (Kimmeridgiano - Titoniano, circa 155 - 145 milioni di anni fa) e i suoi resti fossili sono stati ritrovati in Europa.

## Descrizione
Questo pesce era di dimensioni medio-piccole, e non superava i 20 centimetri di lunghezza. Il corpo era piuttosto allungato, e la testa relativamente grande; le orbite erano piuttosto grandi, mentre il muso allungato terminava in una piccola bocca in posizione terminale. Macrosemius era caratterizzato da una pinna dorsale molto ampia e allungatissima, con una base che decorreva dall'inizio del dorso fino alla pinna caudale. Quest'ultima non era biforcata e si presentava come una sorta di ventaglio stretto, dal margine arrotondato. La pinna anale era arrotondata, mentre le pinne ventrali erano piccole e le pinne pettorali erano un po' più ampie. Macrosemius era dotato di numerose piccole scaglie romboidali, che ricoprivano la quasi totalità del corpo a eccezione della parte immediatamente sottostante alla lunghissima pinna dorsale. La specie Macrosemius rostratus era dotata di una pinna dorsale più lunga (con 37-39 raggi) e alta rispetto alla specie leggermente più antica M. fourneti (34-35 raggi della pinna dorsale, più ampia nella parte posteriore).

## Classificazione
Macrosemius venne descritto per la prima volta nel 1843 da Louis Agassiz, nella sua opera Recherches Sur Les Poissons Fossiles. La specie tipo, Macrosemius rostratus, è ben nota grazie a numerosi fossili ritrovati nella zona di Solnhofen e di altri giacimenti del Giurassico superiore (Titoniano) della Baviera (Germania). A questo genere sono poi state ascritte altre specie, come M. fourneti e M. dumortieri (forse conspecifiche e attribuite in origine al genere Disticholepis) provenienti dal Kimmeridgiano di Cerin (Francia). Le specie M. pectoralis del Titoniano di Savonnières en-Perthois (Francia) e M. andrewsi del Berriasiano di Teffont (Inghilterra) sono state attribuite in seguito al genere Enchelyolepis. 

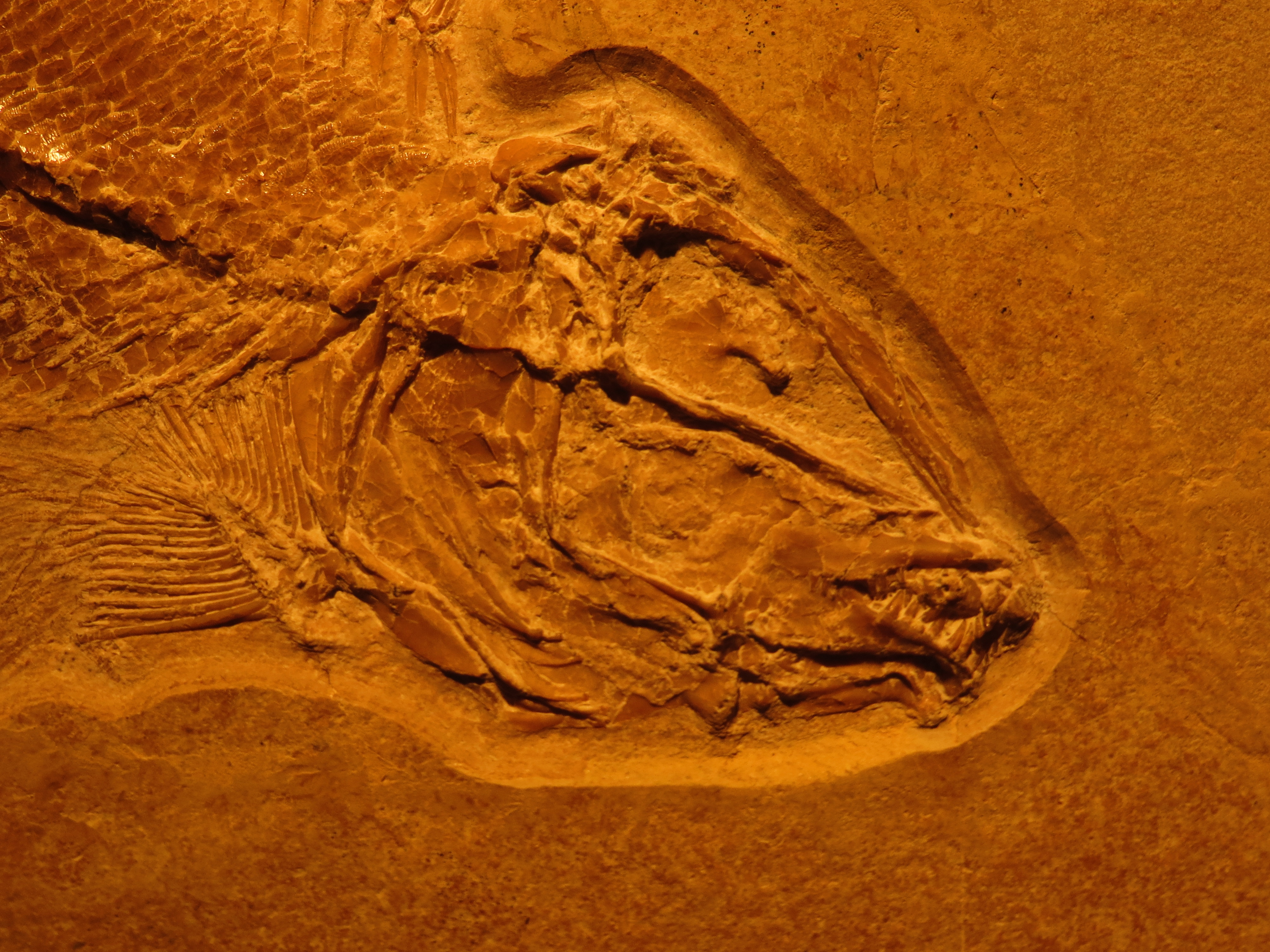
Particolare del cranio di Macrosemius

Macrosemius è il genere eponimo dei macrosemiidi, un gruppo di pesci semionotiformi con una serie di caratteristiche uniche nel cranio; in particolare, Macrosemius sembrerebbe un macrosemiide derivato, con alcune caratteristiche che lo avvicinano all'antico Legnonotus (ad esempio la lunga pinna dorsale e la zona priva di scaglie sottostante a essa) e probabilmente originatosi da una forma simile a Palaeomacrosemius (Ebert et al., 2016).

## Paleobiologia
Come tutti i macrosemiidi, anche Macrosemius era un piccolo abitante delle scogliere e delle lagune con acque calme e basse. Probabilmente si nutriva di piccoli animali o di alghe.

## Galleria d'immagini

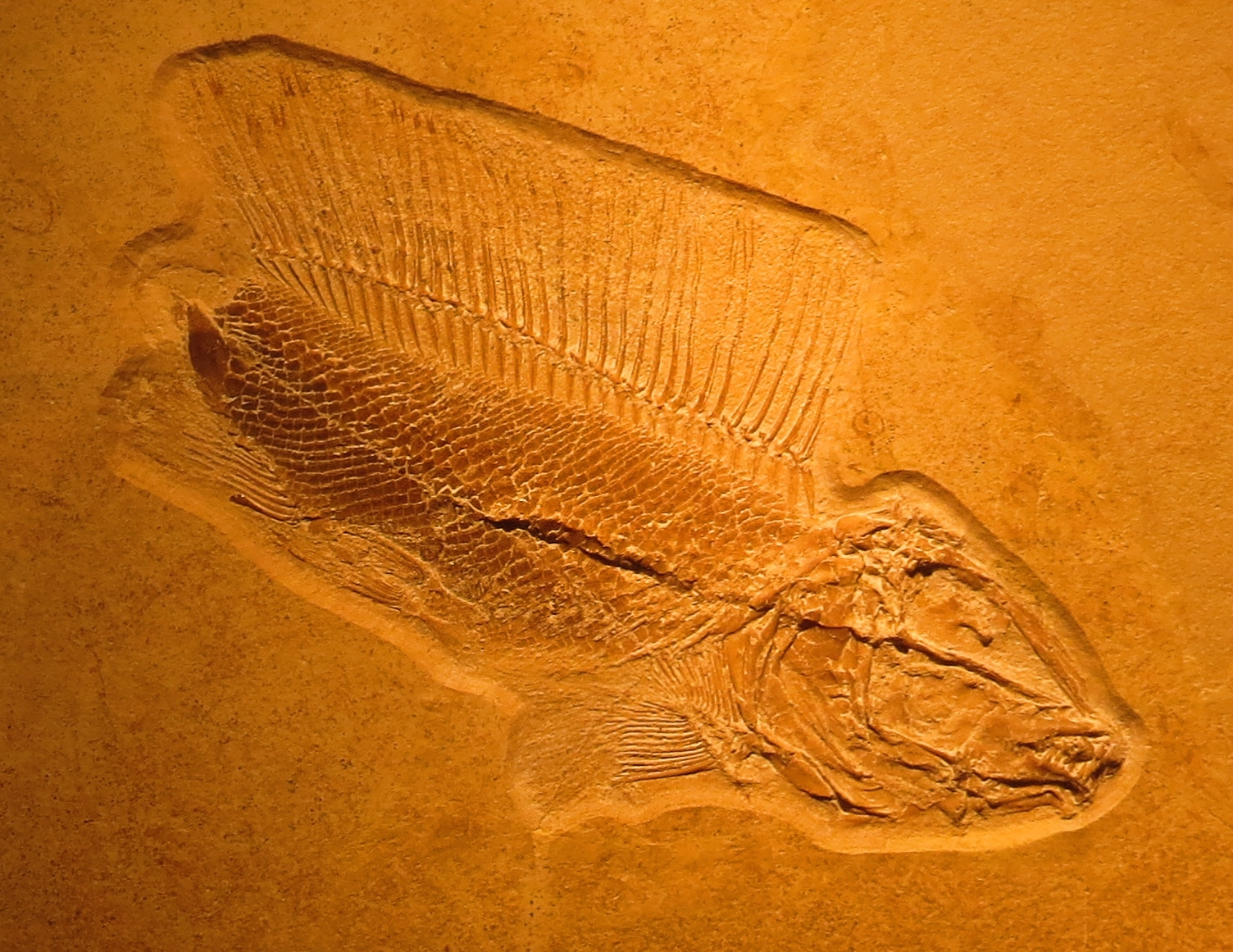
Fossile di Macrosemius
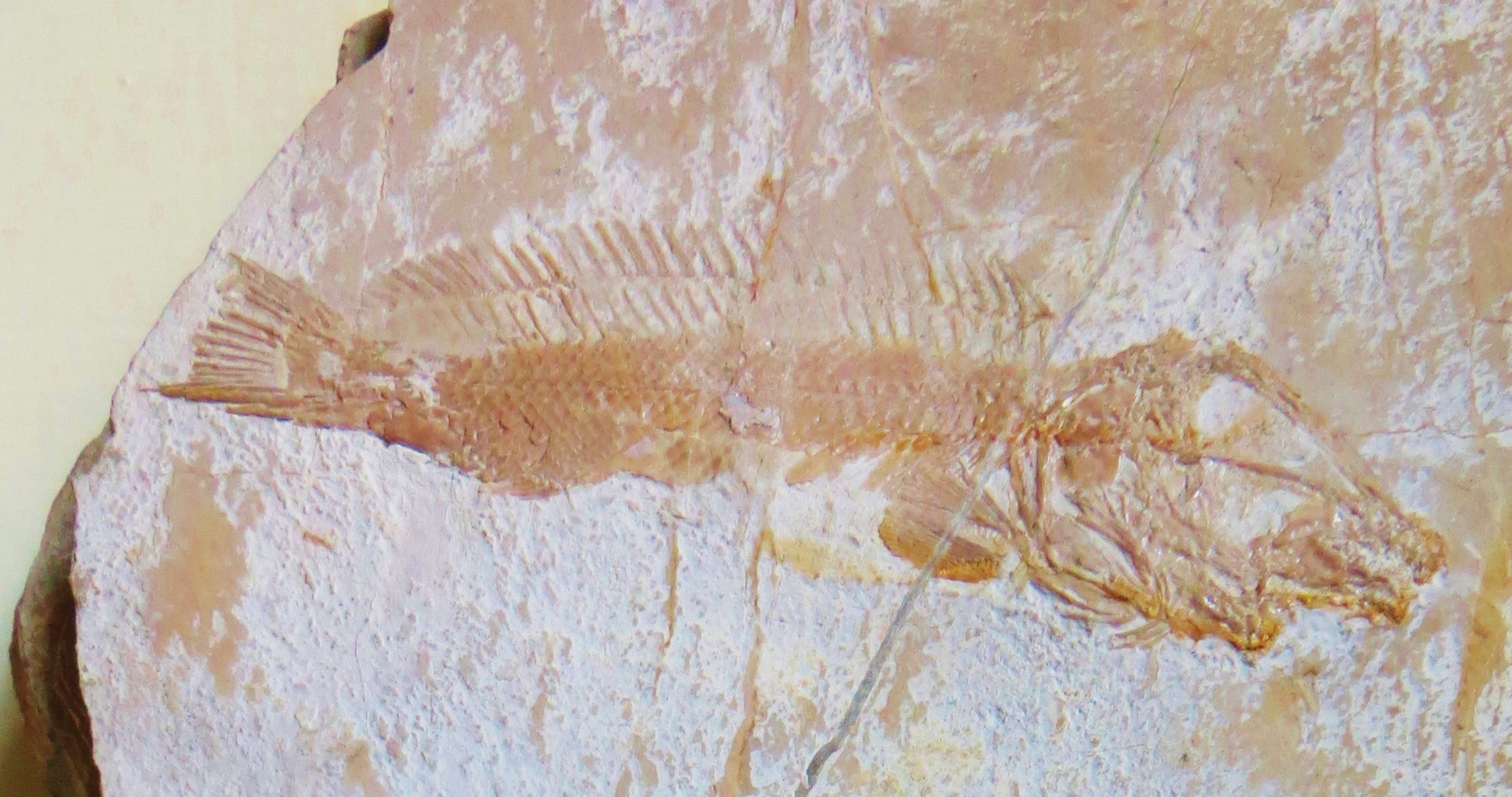
Fossile di Macrosemius dumortieri
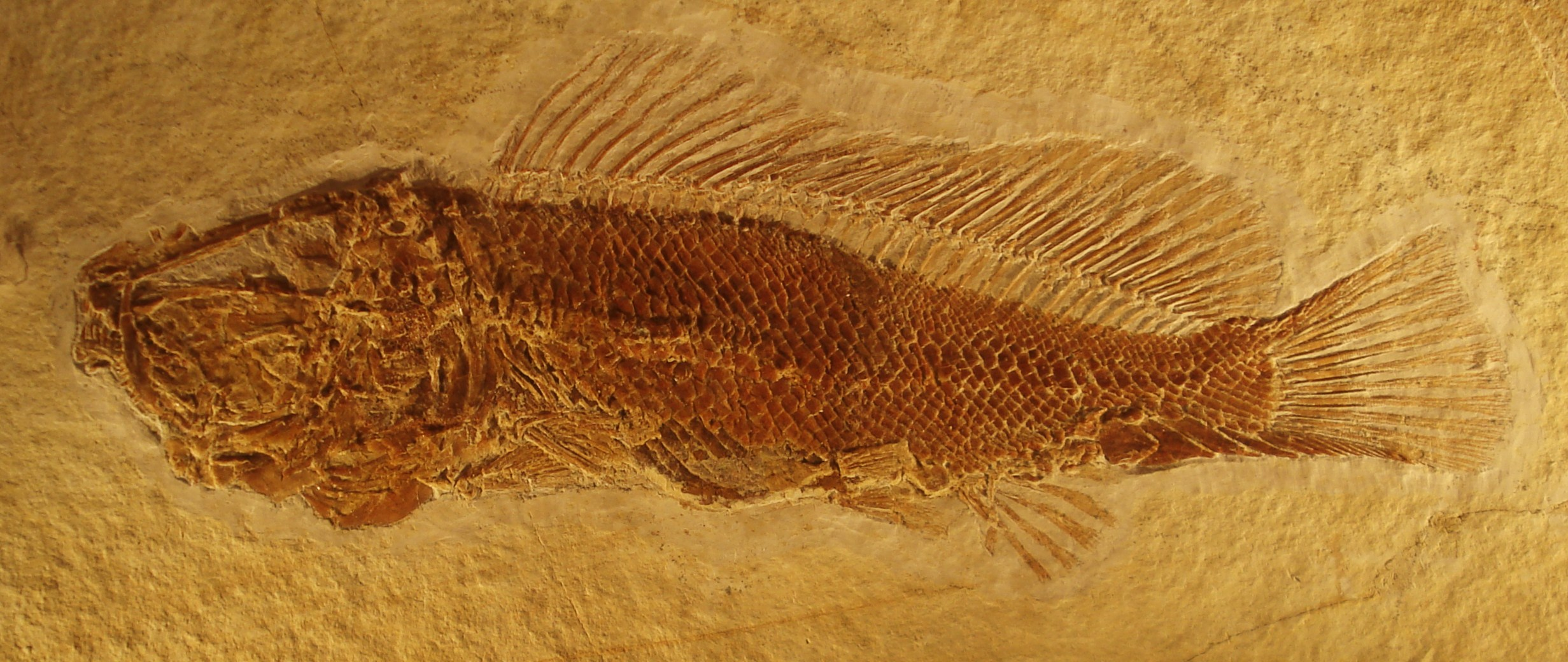
Fossile di Macrosemius
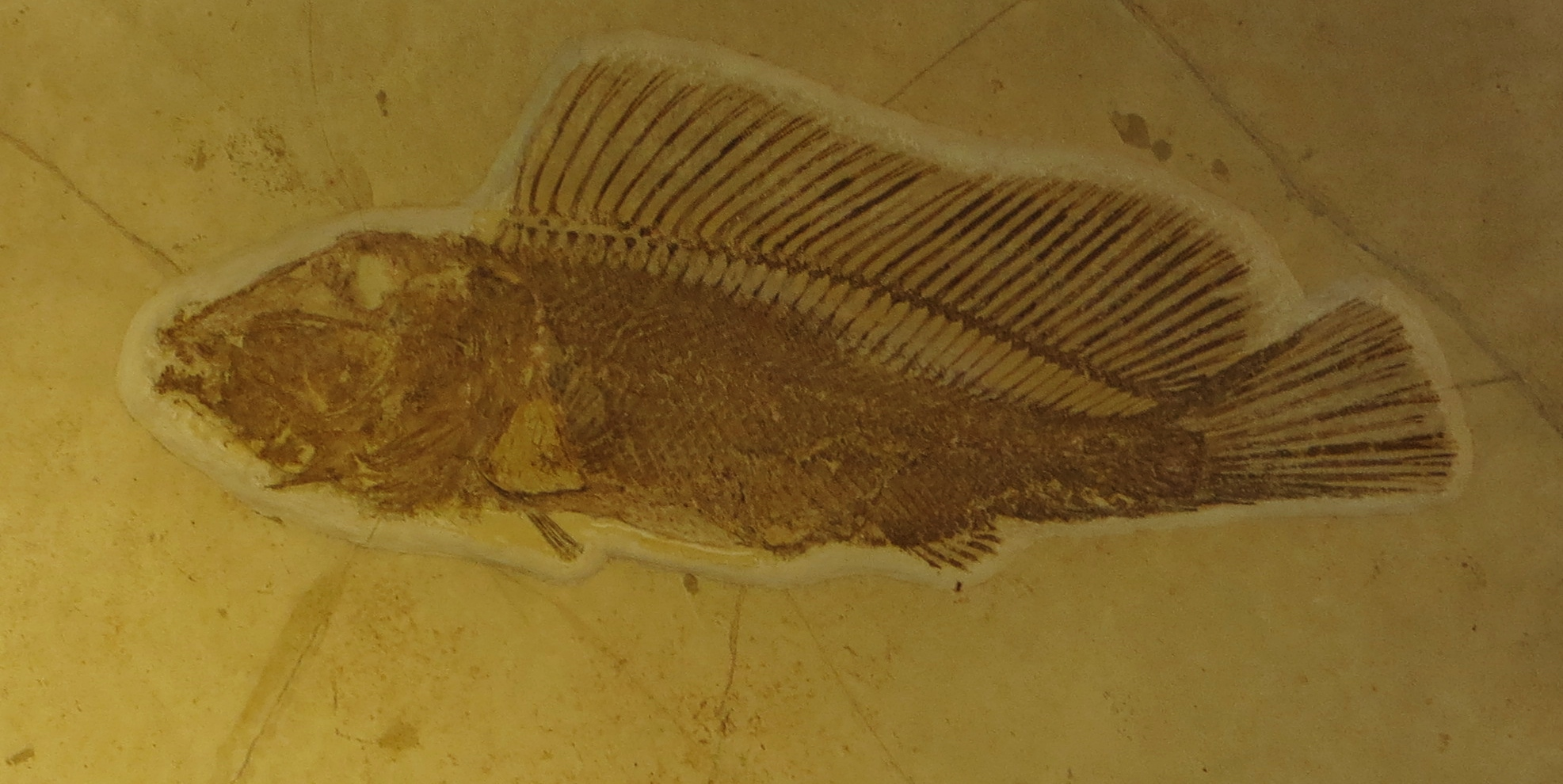
Fossile di Macrosemius rostratus
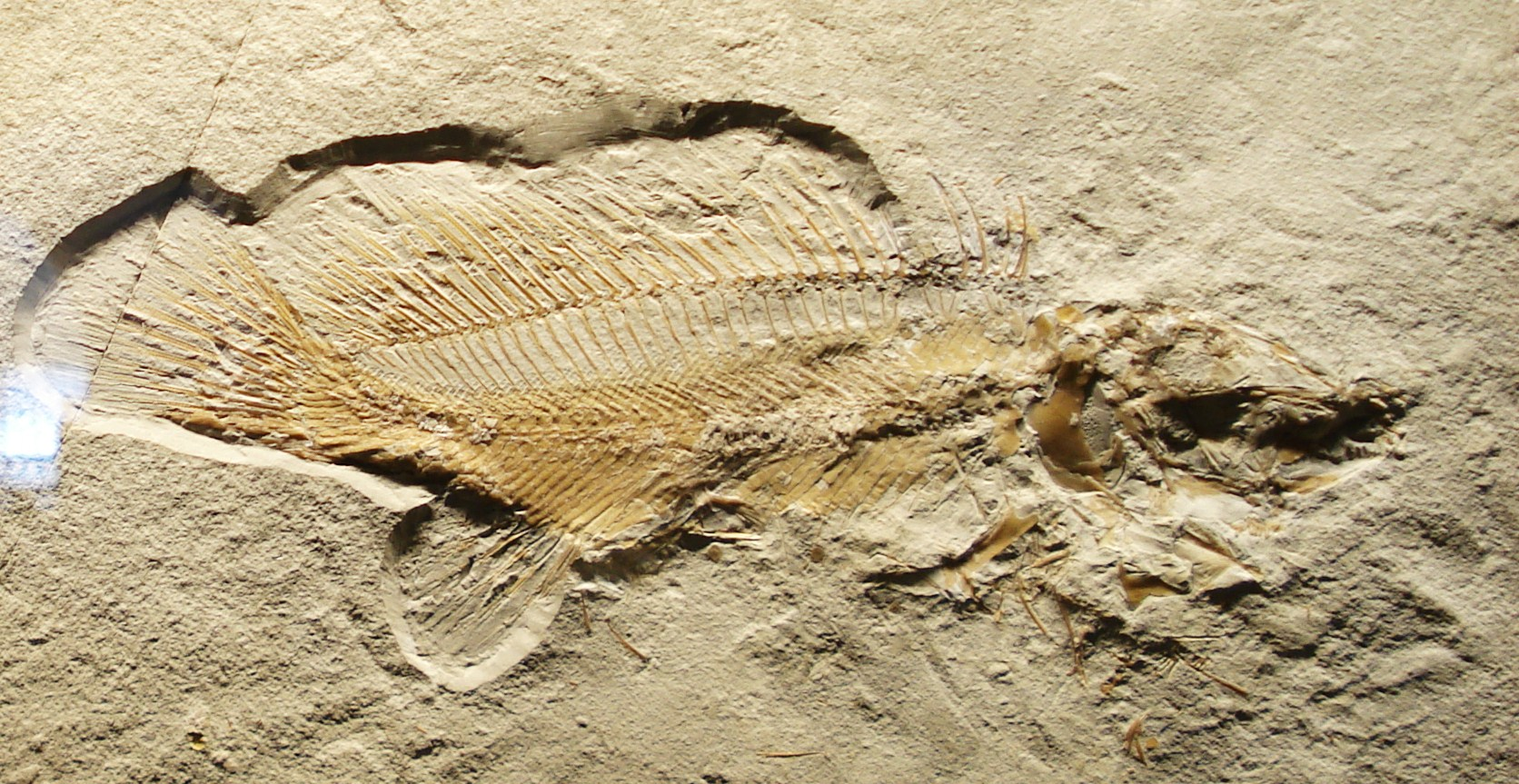
Fossile di Macrosemius rostratus
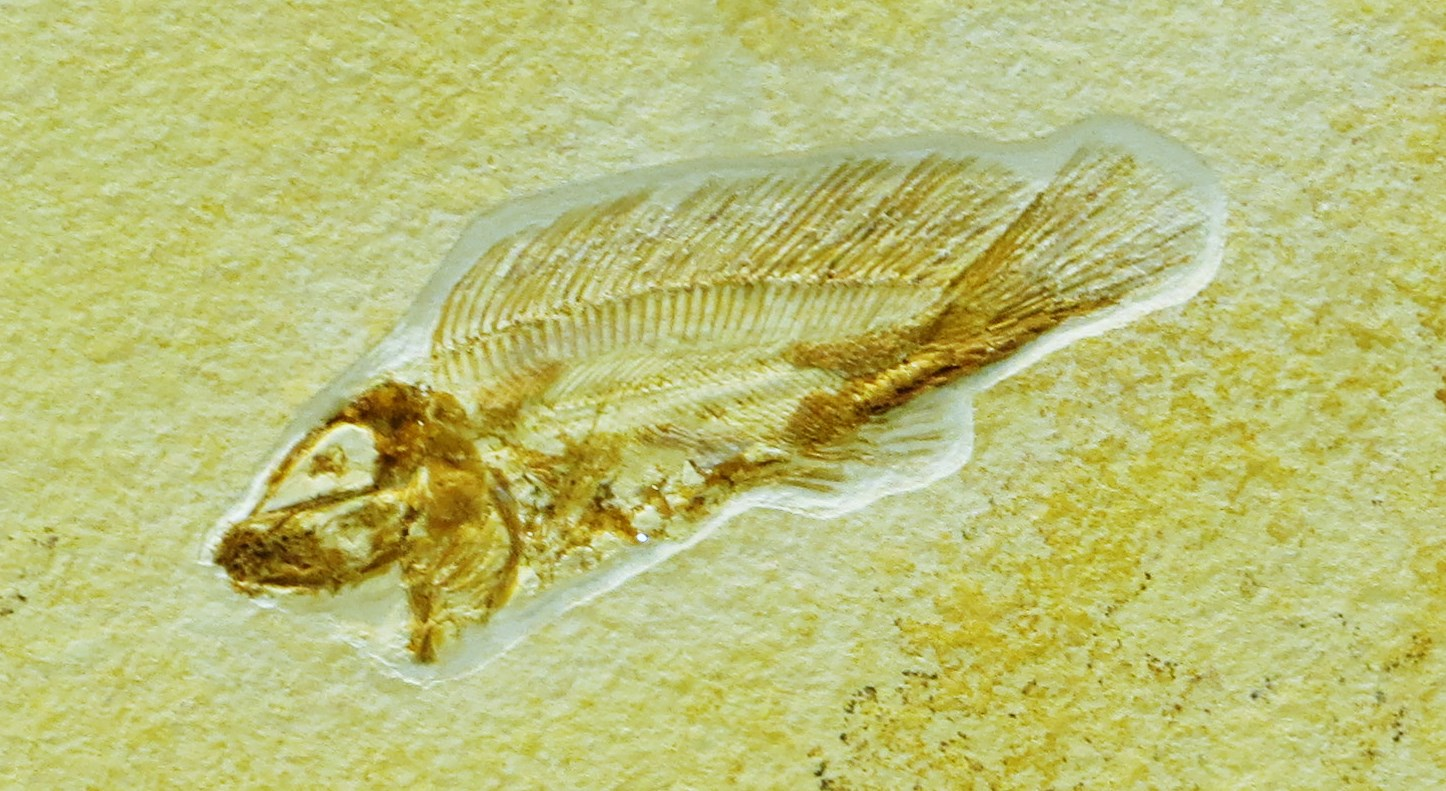
Fossile di Macrosemius rostratus